# Belle Fourche
Belle Fourche é uma cidade localizada no estado norte-americano de Dacota do Sul, no Condado de Butte.

## Demografia
Segundo o censo norte-americano de 2000, a sua população era de 4565 habitantes. 
Em 2006, foi estimada uma população de 4757, um aumento de 192 (4.2%).

## Geografia
De acordo com o United States Census Bureau tem uma área de 
8,4 km², dos quais 8,2 km² cobertos por terra e 0,2 km² cobertos por água. Belle Fourche localiza-se a aproximadamente 921 m acima do nível do mar.

## Localidades na vizinhança
O diagrama seguinte representa as localidades num raio de 28 km ao redor de Belle Fourche. 